# 花形冴美
花形 冴美（はながた さえみ、1984年10月28日 - ）は、日本の元プロボクサーである。神奈川県横浜市出身。花形ボクシングジムに所属していた。IBF女子世界アトム級王者。第2代及び第4代OPBF女子東洋太平洋ミニフライ級王者。本名は岡庭 冴美（おかにわ さえみ）、旧姓田中。リングネームは師匠である元世界チャンピオン花形進から受けたものである。夫はJBC審判員の岡庭健。

## 来歴
父親が商社マンのため幼少期から転居を繰り返し、小学生のうち4年間はバーレーンの日本人学校に通っていた。 帰国後、東京学芸大学教育学部附属竹早中学校に進学。中学時代はジェフユナイテッド市原・千葉レディースのサッカー選手、東京学芸大学教育学部附属高等学校時代はハンドボール選手として活躍した。高校卒業後はスポーツドクターになるために医学部を目指して2年間浪人するが、不合格に終わる。その後、北里大学医療衛生学部に進学して理学療法士を目指すも、「大学はいつでも行けるが、ボクシングは今しかできない」と考え、大学3年次に中退した。なお、ボクシングは東京大学ボクシング部OBである父親の影響で始めた。
2008年、JBCの女子解禁を機に花形ジムに入門。3月のプロテストで合格となった。
2008年5月21日、松島利也子相手にエキシビションを行う。この時はまだ本名であった。
リングネームを「花形冴美」として同年8月12日の後楽園ホールにおける越石優戦でデビューするが、判定負け。
第2戦で松島をTKOで退け初勝利。以降は勝利を重ね、OPBFランク入りも果たした。
2010年8月11日、初の6回戦としてジュジース・ナガワと対戦。しかし、0-3判定に屈し、デビュー戦以来の2敗目。しかも拳を骨折して長期欠場。直後に予定していた青木沙耶香とのエキシビションもキャンセルされた。
欠場明けの2011年4月26日、上田千穂と対戦し判定勝利。
2012年4月22日、父親の故郷で自身も幼少期を過ごした富山の立山町民会館でリ・ユンティンと対戦。6回KO勝利で飾った。この試合後、A級昇格。
2012年7月1日、大阪・よみうり文化ホールにて初の8回戦として世界王座挑戦経験のある秋田屋まさえと対戦し、三者三様の引き分け。
2012年12月17日、後楽園ホールにてWBC女子世界アトム級王者小関桃に挑戦。試合は判定負け。
2013年3月3日、「G Legend5」にてアマチュア世界選手権出場経験のある池原シーサー久美子とG Legend初代ミニフライ級チャンピオンシップを懸けて対戦も0-3判定で敗れ初の連敗。
2013年6月24日、WBA女子世界ライトミニマム級タイトルマッチ、宮尾綾香 vs 安藤麻里2のアンダーカードとして後のWBC女子世界ミニフライ王者黒木優子と対戦。3-0判定で1年2ヶ月ぶりの白星を手にした。
2013年12月3日、藤岡奈穂子が世界王座挑戦のため返上し空位となっていたOPBF女子東洋太平洋ミニフライ級王座の決定戦として黒木とダイレクトリマッチで争うが、試合は三者三様の引き分けで王座獲得ならず。
2014年3月11日、OPBF女子東洋太平洋ミニフライ級王座決定戦を西村聡美と争う。2戦連続の決定戦は6戦全勝の相手に変わったが、3回から左右のフックが決まるようになり、5回に連打を浴びせストップTKO勝利を挙げ、デビュー5年7ヶ月・15戦目・（世界も含め）3度目の挑戦で初タイトル獲得を果たした。
2014年9月24日、OPBF王座の初防衛戦として小田美佳と対戦するが、0-2の判定で敗れ初防衛に失敗。
2015年2月19日、柴田直子が持つIBF女子世界ジュニアフライ級王座に挑むが、0-2の判定で敗れ2度目の世界挑戦も失敗に終わった。
2015年9月6日、富山県高岡市の高岡テクノドームにて地元の山岸愛子に3-0の判定勝利。約3年半ぶり2度目の富山で約1年半ぶりの白星を挙げた。
2015年12月27日、新宿FACEにて日向野知恵に6回TKOで勝利し連勝
2016年3月1日、後楽園ホールにて小田美佳が持つOPBF東洋太平洋ミニフライ級王座に挑戦、5回TKO勝利でタイトル奪還に成功。
2016年6月13日、後楽園ホールにて池山直が持つWBO女子世界アトム級王座に挑むが、1-1（96-94、94-96、95-95）の引き分けで3度目の挑戦も実らず。
2017年7月11日、後楽園ホールにて池山直と再戦の1-1（94-96、96-94、95-95）の引き分けでWBO女子世界アトム級王座を逃した。
2017年9月30日、京都・KBSホールにて緒方汐音と対戦するが、0-2判定負け。
2018年3月8日、後楽園ホールにて塙英理加相手に東洋太平洋王座防衛戦を行い、3-0判定で王座防衛に成功。
2018年9月30日、後楽園ホールにてIBF女子世界アトム級王座決定戦として元WBC女子世界ミニフライ級王者黒木優子と対戦、過去2戦1勝1分けの相手を2-1（96-94、96-94、95-96）判定で返り討ちにして、師匠と同じ5度目の挑戦で悲願の王座獲得を達成した。
2019年9月12日、後楽園ホールにてIBF女子世界アトム級王座タイトルマッチとして元WBO女子世界アトム級王者池山直と対戦、2-1（96-94×2、94-96）判定で世界王座初防衛に成功した。試合後に結婚を宣言。
2020年11月、JBC審判員の岡庭健と結婚。岡庭は2016年に東洋太平洋王座返り咲きを果たした試合でレフェリーをしていた。
2021年2月26日、後楽園ホールにて7位の松田恵里相手に2度目の防衛戦とともに引退を発表した。しかし、新型コロナウイルス感染再拡大による緊急事態宣言発令のため3月18日に延期された。試合は序盤劣勢に立たされるも中盤に追い上げ0-1（93－97、95－95×2）の引き分けで王座防衛を果たし有終の美を飾った。試合後、小学校教員を目指すため2020年秋から通信制大学に通っていることを明かした。
5月10日、夫の誕生日に当たるこの日付でIBF王座返上。10月28日の37歳の誕生日とともにボクサーライセンス失効。

## 戦績
- プロボクシング:28戦 16勝 7KO 7敗 5分け

| 戦           | 日付           | 勝敗 | 時間    | 内容    | 対戦相手                         | 国籍       | 備考                                         |
| ------------ | -------------- | ---- | ------- | ------- | -------------------------------- | ---------- | -------------------------------------------- |
| 1            | 2008年8月12日  | 敗北 | 4R      | 判定0-3 | 越石優(山神)                     | 日本       | プロデビュー戦                               |
| 2            | 2009年4月7日   | 勝利 | 3R 1:29 | TKO     | 松島利也子(新田)                 | 日本       |                                              |
| 3            | 2009年6月8日   | 勝利 | 4R      | 判定2-1 | 相川周子(ワールド)               | 日本       |                                              |
| 4            | 2009年8月13日  | 勝利 | 4R      | 判定2-1 | 相川周子(ワールド)               | 日本       |                                              |
| 5            | 2009年12月14日 | 勝利 | 2R 0:43 | KO      | 横関夏芽(緑)                     | 日本       |                                              |
| 6            | 2010年4月4日   | 勝利 | 4R      | 判定2-1 | 小林悠梨(真正)                   | 日本       |                                              |
| 7            | 2010年8月11日  | 敗北 | 6R      | 判定0-3 | ジュジース・ナガワ               | フィリピン |                                              |
| 8            | 2011年4月26日  | 勝利 | 4R      | 判定2-0 | 上田千穂(博多協栄)               | 日本       |                                              |
| 9            | 2012年4月22日  | 勝利 | 6R 1:43 | KO      | リ・ユンティン                   | 中国       |                                              |
| 10           | 2012年7月1日   | 引分 | 8R      | 判定1-1 | 秋田屋まさえ(ワイルドビート)     | 日本       |                                              |
| 11           | 2012年12月17日 | 敗北 | 10R     | 判定0-3 | 小関桃(青木)                     | 日本       | WBC女子世界アトム級タイトルマッチ            |
| 12           | 2013年3月3日   | 敗北 | 6R      | 判定0-3 | 池原シーサー久美子(フュチュール) | 日本       | G Legendミニフライ級チャンピオンシップ       |
| 13           | 2013年6月24日  | 勝利 | 8R      | 判定3-0 | 黒木優子(YuKOフィットネス)       | 日本       |                                              |
| 14           | 2013年12月3日  | 引分 | 8R      | 判定1-1 | 黒木優子(YuKOフィットネス)       | 日本       | OPBF女子東洋太平洋ミニフライ級王座決定戦     |
| 15           | 2014年3月11日  | 勝利 | 5R 1:23 | TKO     | 西村聡美(折尾)                   | 日本       | OPBF女子東洋太平洋ミニフライ級王座決定戦     |
| 16           | 2014年9月24日  | 敗北 | 8R      | 判定0-2 | 小田美佳(宮田)                   | 日本       | OPBF女子東洋太平洋ミニフライ級タイトルマッチ |
| 17           | 2015年2月19日  | 敗北 | 10R     | 判定0-2 | 柴田直子(ワールド)               | 日本       | IBF女子世界ジュニアフライ級タイトルマッチ    |
| 18           | 2015年9月6日   | 勝利 | 6R      | 判定    | 山岸愛子(カシミ)                 | 日本       |                                              |
| 19           | 2015年12月27日 | 勝利 | 6R 0:37 | TKO     | 日向野知恵(スパイダー根本)       | 日本       |                                              |
| 20           | 2016年3月1日   | 勝利 | 5R 1:30 |         | 小田美佳(宮田)                   | 日本       | OPBF女子東洋太平洋ミニフライ級タイトルマッチ |
| 21           | 2016年6月13日  | 引分 | 10R     | 判定1-1 | 池山直(フュチュール)             | 日本       | WBO女子世界アトム級タイトルマッチ            |
| 22           | 2017年3月15日  | 勝利 | 2R 1:08 | TKO     | ヨックカオ・セーンチャイジム     | タイ       |                                              |
| 23           | 2017年7月11日  | 引分 | 10R     | 判定1-1 | 池山直(フュチュール)             | 日本       | WBO女子世界アトム級タイトルマッチ            |
| 24           | 2017年9月30日  | 敗北 | 8R      | 判定0-2 | 緒方汐音(寝屋川石田)             | 日本       |                                              |
| 25           | 2018年3月8日   | 勝利 | 8R      | 判定3-0 | 塙英理加(UNITED)                 | 日本       | OPBF女子東洋太平洋ミニフライ級タイトルマッチ |
| 26           | 2018年9月30日  | 勝利 | 10R     | 判定2-1 | 黒木優子(YuKOフィットネス)       | 日本       | IBF女子世界アトム級王座決定戦                |
| 27           | 2019年9月12日  | 勝利 | 10R     | 判定2-1 | 池山直(フュチュール)             | 日本       | 世界王座初防衛                               |
| 28           | 2021年2月26日  | 引分 | 10R     | 判定0-1 | 松田恵里(TEAM10COUNT)            | 日本       | 世界王座防衛2                                |
| テンプレート |                |      |         |         |                                  |            |                                              |

## 獲得タイトル
- 第2代OPBF女子東洋太平洋ミニフライ級王座（防衛0=陥落）
- 第4代OPBF女子東洋太平洋ミニフライ級王座（防衛1=返上）
- IBF女子世界アトム級王座（防衛2）